# Aussage (Logik)
Eine Aussage im Sinn der aristotelischen Logik ist ein sprachliches Gebilde, von dem es sinnvoll ist, zu fragen, ob es wahr oder falsch ist (so genanntes Aristotelisches Zweiwertigkeitsprinzip). Es ist nicht erforderlich, sagen zu können, ob das Gebilde wahr oder falsch ist. Es genügt, dass die Frage nach Wahrheit („Zutreffen“) oder Falschheit („Nicht-Zutreffen“) sinnvoll ist; das ist zum Beispiel bei Fragesätzen, Ausrufen und Wünschen nicht der Fall. Aussagen sind somit Sätze, die Sachverhalte beschreiben und denen man einen Wahrheitswert zuordnen kann.

## Mehrdeutigkeit
Die einleitend referierte Bedeutung des Ausdrucks Aussage ist die herrschende Bedeutung.
Der Terminus Aussage wird jedoch mehrdeutig verwendet.
Diese lassen sich auf vier Grundbedeutungen reduzieren:
1. Aussage im Sinne von Aussagesatz (Satz) (oder „eine Menge von aufeinanderfolgenden Sätzen“[2])
2. Aussage im Sinne der Äußerung(shandlung) eines Satzes;
3. Aussage im Sinne von Urteilsakt (Urteil)[3]
4. Aussage im Sinne von Proposition (Aussagesinn, „das Ausgesagte, der (von der Aussage) gemeinte Sachverhalt, der Urteilssinn, der Gedanke, das Gedachte, die Proposition“[4]), „objektiver Satz“.[5]

Von der Bedeutung des Ausdrucks Aussage hängt ab, „was eigentlich genau der Gegenstand der Logik“ und was eigentlich „Träger“ von Wahrheit oder Falschheit ist. Für einen technischen Gebrauch der Logik bedarf es einer Klärung dieser Frage allerdings nicht.

### Aussagesatz und Aussage
Nach verbreiteter, aber umstrittener Auffassung sind Aussagen nicht Sätze, sondern sind Aussagesätze (nur) der sprachliche Ausdruck von Aussagen. Ein Aussagesatz steht stellvertretend für eine Aussage, ist lediglich ein Zeichen für eine Aussage (Proposition) und nur „das sprachliche Korrelat der Aussage“.
Gegen eine Gleichsetzung von Aussage und Aussagesatz wird eingewandt, dass von dem Satztyp und seiner Äußerung die Aussage zu unterscheiden ist, „die mit dieser Äußerung gemacht wird“.
Beispiel 1: (gleichbedeutende Sätze): „Das Haus ist dreistöckig.“ – „Dieses Wohngebäude hat drei Geschosse.“ – “This house has three floors.”: drei Sätze mit einer Aussage für einen Sachverhalt.
Beispiel 2: Wenn Hans und Ina sagen „Ich bin krank“, dann äußern beide denselben Satz (i. S. v. Satztyp) und erzeugen unterschiedliche Satzvorkommnisse und machen mit ihren Äußerungen unterschiedliche Aussagen.
Nach Quine soll es der Annahme von Propositionen nicht bedürfen, sodass sich der Terminus „Aussage“ nicht auf Ausgesagtes, sondern nur auf Aussagesätze beziehen können soll.

### Satz – Urteil – Aussage
Tugendhat spricht in einer Grobeinteilung von einer sprachlichen, psychologischen und ontologischen Grundauffassung der Logik: Der sprachliche Aussagesatz korrespondiert dem Urteil als psychischem Akt und ontologisch der Aussage, dem Gedanken (Frege), dem Sachverhalt (Husserl: Wittgenstein I) oder der Proposition (englische Philosophie).
Zwischen „Satz“ – „Urteil“ – „Aussage“ besteht ein proportionalitäts- und attributionsanaloges Verhältnis. D. h., der objektive Gedanke (die Aussage, Proposition) wird im Denken (psychischer Urteilsakt) erfasst und in einem Aussagesatz zur Sprache gebracht. Aussagen über den Aussagesatz betreffen daher in einem analogen Sinn auch den objektiven Aussageinhalt bzw. den psychischen Aussageakt, und umgekehrt. In den meisten Zusammenhängen kommt es daher auf eine nähere Unterscheidung nicht an. Je nach erkenntnistheoretischer Orientierung kann eine entsprechende Terminologie bevorzugt werden. Für den Rezipienten bedeutet dies, dass sachlich über das Gleiche geredet wird, mit welchen erkenntnistheoretischen Voraussetzungen auch immer. War früher der Terminus „Urteil“ naiv (Aristoteles) oder psychologistisch (Empirismus, Kant) herrschend, dominiert nach dem Linguistic Turn der Ausdruck „Satz“, mit dem der Terminus „Aussage“ konkurriert bzw. vermischt wird. Will man die schillernde Bedeutung des Ausdrucks „Aussage“ vermeiden, empfiehlt es sich, terminologisch zwischen Aussagesatz und Proposition zu unterscheiden. Dies ist im deutschen Sprachraum aber nicht üblich.

## Abgrenzungen

### Behauptung
Mit Frege ist die Aussage von der Behauptung einer Aussage zu unterscheiden: „In einem Behauptungssatz ist also zweierlei zu unterscheiden: der Inhalt, den er mit der entsprechenden Satzfrage gemein hat, und die Behauptung. Jener ist der Gedanke oder enthält wenigstens den Gedanken. Es ist also möglich, einen Gedanken auszudrücken, ohne ihn als wahr hinzustellen. In einem Behauptungssatze ist beides so verbunden, dass man die Zerlegbarkeit leicht übersieht. Wir unterscheiden demnach
1. das Fassen des Gedankens – das Denken,
2. die Anerkennung der Wahrheit eines Gedankens – das Urteilen,
3. die Kundgebung dieses Urteils – das behaupten.“[15]

### Werturteil
Für die Aussagenlogik ist es unerheblich, ob die Eigenschaft eine Wertung enthält, d. h., die Aussage ein Werturteil ist.

### Aussageform
Die Aussage (der Aussagesatz) ist zu unterscheiden von der Aussageform. Eine Aussageform ist „ein Ausdruck, der eine (oder mehrere) freie Variable (Leerstellen) enthält und durch die Belegung aller freien Variablen in eine (wahre oder falsche) Aussage übergeht.“ Die Aussageform geht in eine Aussage über, sobald die Variable ersetzt wird.
In der mathematischen Logik wird der syntaktische Aufbau einer Aussage basierend auf den Zeichen einer Sprache L formal spezifiziert. Je nach Sprache sind verschiedene atomare Aussageformen erlaubt, aus denen durch Junktoren zusammengesetzte Aussageformen gebildet werden. Bei der Prädikatenlogik kommt die Möglichkeit hinzu, in den atomaren Aussageformen enthaltene Variablen durch Quantoren („es gibt ein x, für das gilt“, „für alle x gilt“) zu binden. Eine durch keinen Quantor gebundene Variable heißt freie Variable.
Eine logische Aussage ist formal definiert als eine Aussageform (Definition siehe dort) über der Sprache L, in der keine (freien) Variablen vorkommen.

### Wort
Ein einzelnes Wort, das nicht für eine Aussage steht, „teilt nichts mit“, „ist nicht wahr oder falsch“. „Nur wenn ein Wort als Abkürzung für einen Satz steht, können wir von seiner Wahrheit oder Falschheit sprechen[.]“

### Begriff
Das zur Abgrenzung vom Wort Gesagte gilt entsprechend (eigentlich) für den Begriff.
Hinter jedem Begriff stehen eine oder mehrere Aussagen, welche seinen Inhalt definieren und diesen Begriff in eine Relation zu anderen bringen. „Deshalb führt die Feststellung, dass der Begriff in seinem Inhalt eine Einheit von Merkmalen ist, zu der Idee, dass jeder Begriff einen Zusammenhang von Aussagen darstellt.“ Dies wurde insbesondere von Cohn vertreten und klingt auch bei Frege an, wenn dieser sagte, dass das Wort nur im Satz eine Bedeutung habe.

### Schluss
„Jede Aussage, in der einem Gegenstand etwas zugesprochen wird, kann man als eine Art Schlusses betrachten, dessen Prämissen das Subjekt der fraglichen Aussage definieren und dem es definierenden Begriff eine Eigenschaft zu- oder absprechen.“

## Arten von Aussagen

### Einfach – zusammengesetzt
Aussagen können in einfache Aussagen und zusammengesetzte Aussagen eingeteilt werden. Einteilungsgrund ist dabei, ob Aussagen aus voneinander unterscheidbaren „separierbaren“ Teilaussagen zusammengesetzt sind oder nicht.
Beispiel: „Berlin ist eine Stadt“ (einfache Aussage); „Berlin ist eine Stadt mit mehr als 3 Millionen Einwohnern“ (logisch eine zusammengesetzte Aussage mit den Teilaussagen „Berlin ist eine Stadt“ und „Berlin hat mehr als 3 Millionen Einwohner“).
Die Terminologie variiert: statt von „einfacher Aussage“ spricht man auch von „unzusammengesetzter Aussage“, „atomarer Aussage“, „elementarer Aussage“, „Elementaraussage“ oder „Elementarsatz“ (Wittgenstein). Statt von zusammengesetzter Aussage ist auch die Rede von „Aussagenverknüpfung“ oder „molekulare Aussage“. Als atomare Aussagen werden in der mathematischen oder formalen Logik Aussagen bezeichnet, die nicht aus anderen Aussagen zusammengesetzt sind. Sie enthalten daher keine aussagenverknüpfenden logischen Operatoren (Junktoren) wie ∧ (und), ∨ (oder) und ¬ (nicht). Der Gegenbegriff ist die zusammengesetzte Aussage oder Aussagenverknüpfung.
Ist z. B. die Aussage „Die Straße ist nass und es regnet“ in zwei Aussagen zu trennen, die durch das und zu einer Aussage verknüpft sind, ist eine solche Trennung bei den einzelnen Aussagen „Die Straße ist nass“ und „Es regnet“ nicht mehr möglich. Somit handelt es sich bei diesen Aussagen um atomare Aussagen. Bei einer aussagenlogischen Analyse von Argumenten ist es zentral, die Formulierungen in atomare Aussagen zu untergliedern, da nur so die für die Argumentstruktur wichtigen Junktoren formalisiert werden können.
| Beispiele für atomare Aussagen (Prädikatenlogik) |
| --- |
| {\displaystyle t=s} für beliebige Terme {\displaystyle t}, {\displaystyle s}                                                                             |
| {\displaystyle R(t_{1},\dots ,t_{n})} für jede n-stellige Relation {\displaystyle R} und beliebige Terme {\displaystyle t_{1}} bis {\displaystyle t_{n}} |

In einer einfachen Aussage wird einem Gegenstand ein einziges Prädikat zu- oder abgesprochen.
Wenn es heißt, eine einfache Aussage sei nicht weiter strukturiert, so ist dies dahingehend zu verstehen, dass die innere Struktur einer Aussage nicht weiter präzisiert wird.
Die Interpretation der atomaren Aussagen erfolgt durch Zuordnung von Wahrheitswerten.
Die Symbole für einfache Aussagen sind eine Frage der Konvention. Gebräuchlich ist zum Beispiel die Kennzeichnung durch Großbuchstaben A, B, C, ggf. mit indizierten Buchstaben.
Eine zusammengesetzte Aussage ist eine Aussage, die durch Verbindung mehrerer einfacher Aussagen entsteht.
Eine Aussagenverknüpfung kann extensional (extensionale Aussagenverknüpfung) oder intensional (intensionale Aussageverknüpfung) erfolgen.
Extensionale Aussagenverknüpfungen sind zusammengesetzte Aussagen, deren Wahrheitswert von dem Wahrheitswert ihrer Teilaussagen bestimmt ist. Der Wahrheitswert der Gesamtaussage ist daher eine Funktion der Wahrheitswerte der Teilaussagen (Wahrheitsfunktionalität).
Logische Konstanten, die eine wahrheitsfunktionale Aussagenverbindung bewirken, werden Junktoren genannt.
Die klassische Aussagenlogik ist eine Junktorenlogik (Lorenzen), eine „Logik der Wahrheitsfunktionen“ (Quine) von Aussagen. Sie gründet auf dem Extensionalitätsprinzip.
Einen Sonderfall stellt die Negation dar. Dies jedoch aus mehr terminologischen und praktischen Gründen. Bei der Negation werden keine Aussagen verknüpft und sie ist daher auch keine Aussagenverknüpfung. Sie wird gleichwohl aus Gründen terminologischer Vereinfachung einstellige Aussageverknüpfung genannt. Sie liefert beim Eingangswert wahr den Wert falsch und umgekehrt. Terminologisch zutreffender erscheint hier der Ausdruck einstellige Wahrheitsfunktion.
Für die Kombination zweier Aussagen gibt es sechzehn zweistellige Verknüpfungen (Junktoren). Sie geben für alle möglichen Kombinationen von Wahrheitswerten einen für diese Verknüpfung typischen Ergebniswahrheitswert an. Zum Beispiel ist die mit der Konjunktion verknüpfte Aussage a UND b nur dann wahr, wenn sowohl a als auch b wahr ist; in jedem anderen Fall ist die Konjunktion falsch.
Intensionale Aussagenverknüpfungen sind nicht-wahrheitsfunktionale Aussagenverknüpfungen. Bei diesen hängt der Wahrheitswert der Gesamtaussage nicht von dem Wahrheitswert der Teilaussagen ab.
Beispiel: „Anton liest ein Buch über Logik, weil er Logik unglaublich spannend findet“.

### analytisch – synthetisch
Aussagen werden traditionell in analytische Aussagen und synthetische Aussagen unterteilt. Statt von ‚Aussage‘ ist gleichsinnig auch von ‚Satz‘ bzw. ‚Urteil‘ die Rede (vgl. oben die Tugendhat’sche Dreiteilung).
Analytische Aussagen
- im engeren Sinn  sind „Aussagen, die notwendigerweise, d. h. in allen möglichen Welten, wahr sind allein aufgrund ihrer logischen Form, und deren Wahrheit ohne empirische Überprüfung feststellbar ist“.[25] Sie entsprechen damit einer logischen Tautologie.

Beispiel: Es scheint die Sonne oder die Sonne scheint nicht.
- im weiteren Sinn  „sind solche, deren Wahrheit von ihrer syntaktischen Struktur und der Bedeutung ihrer sprachlichen Elemente abhängt. Sie beruhen auf semantischen Relationen wie Bedeutungsgleichheit […] und Bedeutungseinschluss […]“.[25] Sie entsprechen damit einem Zirkelschluss.

Beispiel: „Geschwister sind verwandt“.
Nach Ernst Tugendhat gründen alle analytischen Sätze auf dem Satz vom ausgeschlossenen Widerspruch. Sie haben keinen potentiellen Falsifikatoren.
Synthetische Aussagen
- im weiteren Sinn sind nach Aristoteles alle Aussagen (Urteile), d. h. eine „Synthese von Begriffen“.[28]
- im engeren, herrschenden Sinn (Kant) sind „Aussagen über Tatsachenverhältnisse, deren Wahrheit nicht nur von ihrer syntaktischen oder semantischen Struktur, sondern von außersprachlichen und somit empirisch zu überprüfenden Faktoren und Erfahrungen abhängt; […]“.[25] Vergleiche Synthetisches Urteil a priori.

Kritik der Unterscheidung
Die Berechtigung der Unterscheidung zwischen analytischen und synthetischen Aussagen (Urteilen) wurde von Quine angegriffen. Er vertrat eine These der Unbestimmtheit der Bedeutung und stellte grundsätzlich infrage, dass Begriffsbedeutungen scharf voneinander abgegrenzt werden können.
Beispiel: „Alle Rappen sind schwarz“ gegenüber „Alle Krähen sind schwarz“. Da Schwärze ein entscheidendes Merkmal ist, um Rappen von anderen Pferden zu unterscheiden, handelt es sich um eine analytische Aussage. Ob die Begriffsbedeutung von ‚Krähen‘ ohne Schwärze auskommt – also auch weiße (z. B. Albino-) Vögel mit sonst gleichen Merkmalen zu dem Begriff zählen – oder ob Krähen ebenfalls (auch) durch Schwärze definiert sind, lässt sich nach Quine nicht eindeutig bestimmen. Tatsächlich wird Krähe ja als Begriff für eine natürliche Art verwendet; ob alle Exemplare dieser Art schwarz erscheinen werden, ist daher eine empirische Frage.

## Aussagen in der Aussagenlogik
In der Aussagenlogik ist für solche Aussagen nur ihr formaler und nicht ihr inhaltlicher Wahrheitswert von Bedeutung. Beispielsweise muss man Kenntnis vom beschriebenen Sachverhalt haben, um den Wahrheitswert der Aussage „Berlin ist die Hauptstadt von Deutschland, und Rom die Hauptstadt von Italien“ beurteilen zu können; dies ist nicht erforderlich bei der Aussage „Madrid ist die Hauptstadt von Spanien, oder Madrid ist nicht die Hauptstadt von Spanien“, denn nach Festlegung (Normierung) des Gebrauches des logischen Oder und Nicht handelt es sich hier um eine wahre Aussage unabhängig davon, ob Madrid nun wirklich die Hauptstadt von Spanien ist oder nicht. Eine in diesem Sinn formal wahre Aussage wird allgemeingültig oder auch Tautologie genannt.

## Aussagen in der Prädikatenlogik
Eine Aussage in der Prädikatenlogik ist eine Aussageform ohne freie Variable. (Alle in ihr enthaltenen Variablen sind durch Quantoren gebunden.)
In der Prädikatenlogik ergibt sich der Wahrheitswert einer Aussage aufgrund der Interpretation der in ihr enthaltenen Symbole. Beispielsweise ist die Aussage {\displaystyle \exists x:x=x+x} wie folgt ermittelbar: Für jedes x werden die Terme x und x+x berechnet. Wenn es ein x gibt, so dass beide Terme denselben Wert erhalten (z. B. für x = 0), so ist die Aussage wahr, andernfalls falsch. Somit hängt der Wahrheitswert der Aussage von der Grundmenge (auch Universum, Domäne, Wertebereich, Individuenbereich genannt) ab, aus der Belegungen für die Variablen stammen dürfen.
Ist eine Aussage bei jeder Interpretation wahr, z. B. {\displaystyle \forall x:f(x)=f(x)}, so nennt man sie allgemeingültig oder auch Tautologie.
Die Modelltheorie ist die mathematische Teildisziplin, die sich mit der Frage beschäftigt, welche Modelle es für welche Mengen von Aussagen gibt.